# Lojalitetsprogram
Lojalitetsprogram är en form av marknadsföring där trogna kunder får någon form av belöning för att de ska handla mer. Det kallas även kundklubbar.
Det vanligaste inom B2C (business-to-consumer) och detaljhandeln är att kunder har ett kund- eller bonuskort som man visar upp när man handlar där det man köper registreras och genererar ett antal poäng. Dessa poäng kan sedan omvandlas till pengar, rabatter, utlösande av rabattkuponger och särskilda erbjudanden just för att man är en trogen och lojal kund. 
Lojalitetsprogram blir också allt vanligare inom B2B (business-to-business), det vill säga företag som säljer produkter eller tjänster till andra företag. Men istället för att varje företag har ett bonuskort genomför man programmet och samlar poäng i ett program särskilt anpassat för företag. Här pratar man också oftast om Loyalty Management Program.
Det handlar om att stärka kundrelationen till exempel med återförsäljare och lojaliteten bland butiker (om det är de som är återförsäljare till företaget)
Syftet kan vara flera, exempelvis att:
- långsiktigt och strategiskt ha en plattform (ett ”paraply”) för det som aktivt förstärker marknads- och försäljningsaktiviteter
- bygga lojalitet kring varumärket både 
  - med butikens företrädare likväl som med butikens säljare och successivt
  - ta marknadsandelar från konkurrenterna
- stimulera butikssäljare att fokusera på lönsamma produkter
- mäta aktiviteter som indirekt påverkar resultat